# Copris ribbei
Copris ribbei là một loài bọ cánh cứng trong họ Bọ hung (Scarabaeidae).